# NGC 1907
NGC 1907 هي مجرة تتبع كوكبة ممسك الأعنة. اكتشفها ويليام هيرشل في 17 يناير 1787.

## روابط خارجية
- NGC 1907 على موقع ويكي سكاي: DSS2, SDSS, GALEX, IRAS, Hydrogen α, X-Ray, Astrophoto, Sky Map, Articles and images